# Perrier (agua)
Perrier es una marca francesa de agua mineral carbonatada embotellada procedente del manantial de les Bouillens, conocido desde 1903 como manantial Perrier, en Vergèze, Gard.
Es una filial de Perrier Vittel SA, que pasó a llamarse Nestlé Waters France tras la adquisición de la empresa por parte de Nestlé en 1992. El grupo también incluye las marcas de agua Vittel, Sanpellegrino, Hépar y Contrex.
Ante el riesgo de perder su denominación «agua mineral natural», Perrier lanzó en 2024 la marca Maison Perrier que comercializa diversos tipos de agua aromatizada proveniente de dos pozos de los siete que tiene Vergèze y que, al no ser agua mineral, puede recibir diversos tratamientos de purificación.

## Composición
Se trata de un agua mineral natural que contiene elementos minerales (460 mg/l) y gas (7 g/l) en su propio manantial:
| Elementos             | Proporción en mg/l |
| --------------------- | ------------------ |
| Residuo seco a 180 °C | 479                |
| Calcio (Ca2+)         | 155                |
| Magnesio (Mg2+)       | 6,8                |
| Sodio (Na+)           | 11,8               |
| Potasio (K+)          | 1,4                |
| Sulfato (SO42-)       | 46,1               |
| Bicarbonato (HCO3-)   | 445                |
| Cloruro (Cl-)         | 25                 |
| Nitrato (NO3-)        | 5                  |

## Crisis del benceno
La crisis se sitúa en el año 1990 con el descubrimiento en Estados Unidos de varias botellas de la célebre marca Perrier contaminadas con benceno. El número de botellas de Perrier distribuidas en esos momentos en los mercados exteriores se calculaba en unos 160 millones.
El benceno es una sustancia química muy usada en EE. UU. para la fabricación de plásticos, resinas y otros materiales. Esta sustancia es tóxica inhalada e ingerida y provoca diferentes efectos: mareos, somnolencia, hemorragias, cáncer y, en última instancia, la muerte. Dicha sustancia se presentó en cantidades situadas entre los 10 y 17 microgramos por litro. 
El verdadero problema para Perrier fue que se menospreció el caso. No se dio una respuesta a tiempo, incluso se mintió informando que el caso era solo en el mercado de USA y después que la contaminación se debió a un manejo erróneo de los líquidos de limpieza.
Perrier tenía certeza que la fuente de agua en Vergéze no tenía problemas, pero desconocía el origen del problema con el benceno. Fruto de la investigación se descubre que la contaminación se debió a un error en el cambio de los filtros de carbón activado del gas natural utilizado en la “gasificación en origen”.
La empresa rectificó todo lo informado hasta ese momento, pero a la dirección no le preocupó en demasiado el problema. El presidente (G.Leven, de 75 años), en rueda de prensa, anuncia la retirada a nivel mundial del producto sin dar mayores detalles a la prensa.
Se confirma que el benceno estaba presente en el agua y comienza la decadencia de la marca. No se coordinó a nivel mundial el manejo de la crisis. Después del benceno, Perrier es acosada con seguimientos exhaustivos por la calidad de sus productos. 
Una de las medidas que se tomó fue echar al presidente, pero el daño ya estaba hecho. Al estar 6 meses fuera de bolsa, su Cuota de Mercado había caído en los principales mercados (UK 49% a 30%, USA 13% a 9% y Francia 38% a 34%).
Tras la retirada de los productos contaminados volvió a subir un 6,5% en bolsa y la decisión fue apoyada por los medios de comunicación franceses.

## Contaminación bacteriana y peligro de pérdida de la denominación de «Agua Mineral Natural»
El 18 de abril del 2025, el medio France Info publicó un informe emanado por hidrólogos homologados por el Ministerio de Sanidad francés, confirman que todos los pozos del grupo Perrier han perdido su «pureza original», con lo cual perderían la denominación de «Agua Mineral Natural». Además, en los análisis realizados y al compararlos contra la documentación presentada por el Grupo Nestlé (controladora de Perrier), se muestran incoherencias en los «indicadores de contaminación fecal (Enterococos y coliformes)». Además de la contaminación, el Grupo Nestlé se enfrenta a acusaciones por no haber informado a tiempo a las autoridades de estos problemas. Aunque se detectaron el día 11 de marzo los primeros problemas por contaminación bacteriana, no se notificó a la autoridad sanitaria hasta el día 21. Otras inconformidades fueron detectadas el 22 de marzo, pero no fueron comunicadas hasta el 04 de abril. La Autoridad Francesa de Seguridad Alimentaria (ANSES) calificó estos retrasos como «notificaciones fuera de plazo».
Radio France y el periódico Le Monde revelaron además que Perrier usaba sistemas de filtración para combatir la contaminación bacteriana de algunos de los pozos de donde extraen esas aguas supuestamente puras. Al menos un tercio del agua Perrier vendida en Francia ha sido tratada con alguno de estos sistemas de purificación (ultravioleta, de carbón activado o de microfiltración), que la Unión Europea prohíbe para las aguas comercializadas bajo la etiqueta de «mineral». Nestlé justificó que lo hizo «por precaución», después de que en 2024 tuvo que destruir dos millones de botellas por la presencia de bacterias fecales en uno de sus pozos. El escándalo ha provocado un descenso del 24% en las ventas de la marca.